# Chaetoderma elegans
Chaetoderma elegans är en blötdjursart som beskrevs av Amelie Hains Scheltema 1997. Chaetoderma elegans ingår i släktet Chaetoderma och familjen Chaetodermatidae. Inga underarter finns listade i Catalogue of Life.